# 彼得·博尔
彼得·博尔（英語：Peter Bol，1994年2月22日—），澳大利亚男子田径运动员。他曾代表澳大利亚参加2022年英联邦运动会田径比赛，获得一枚银牌。他也曾参加2016年和2020年夏季奥林匹克运动会。